# Rio dei Santi Apostoli
Il Rio dei Santi Apostoli è un rio di Venezia situato nel Sestiere di Cannaregio in prossimità della Chiesa dei Santi Apostoli.
Collega il rio dei Gesuiti con il Canal Grande.